# Ex aequo et bono
Az ex aequo et bono (latinul am. méltányosságból és jóindulatból) jogi kifejezés, amely a méltányosság alapján történő döntéseket jelöli. Elsősorban a választottbírósági eljárásokban lehet helye az alkalmazásának.
Az Állandó Választott Bíróság felállítása előtt a választott bírák működésükben sok esetben a méltányosság elvének szem előtt tartásával az ellentétek kiegyenlítésére törekedtek, határozataikban több volt az erre irányuló törekvés, mint a tételes jogszabályok szigorú alkalmazása.
A nemzetközi viszályok békés megoldása tárgyában az 1899-es első hágai békekonferencia által alkotott egyezmény azonban határozottan előtérbe helyezte a vita jogszerű elintézését. 
A választott bíráskodás elfogadására irányuló kompromisszumokban gyakran továbbra is szerepel a méltányosság, az igazságossággal együtt, vagy önmagában, mint olyan elv, amit a vita eldöntésénél alkalmazni kell. 
A Nemzetközi Bíróság alapokmányának 38(2) cikke szerint a bíróság dönthet az ex aequo et bono elv alapján, de csak akkor, ha ebbe a felek beleegyeznek.
Az ENSZ nemzetközi kereskedelmi jogi kérdésekkel foglalkozó bizottsága választott bírósági szabályainak 33. cikke értelmében a választott bíróságoknak csak a tételes jogot szabad figyelembe venniük, kivéve, ha a választott bíróság felkérése során a felek beleegyeznek az ex aequo et bono elv alkalmazásába. Tartalmazza ezt az elvet sok nemzeti választott bírósági jog is.
Szlovénia ennek az elvnek az alkalmazását szorgalmazza a Jugoszlávia felbomlása óta tartó határvitájában Horvátországgal. Mintegy 50 kilométeres tengerpartja ugyanis úgy helyezkedik el, hogy a tengerjog szabályainak szigorú alkalmazása esetén a szomszédos Horvátország és Olaszország parti vizei összeérnek azelőtt, mielőtt a szlovén parti vizek elérhetnék a nemzetközi vizeket. Így a szlovén kikötők forgalmának szükségszerűen az egyébként mintegy 5800 kilométeres tengerparttal rendelkező Horvátország parti vizein kell áthaladnia a nyílt tenger felé. Szlovénia ezért egy saját fennhatóság alatt álló hajózó csatornát igényel magának a nemzetközi vizek eléréséhez.